# مارکو زرنیک
مارکو زرنیک (انگلیسی: Marco Zernicke؛ زادهٔ ۵ دسامبر ۱۹۶۹) بازیکن فوتبال اهل آلمان است.
از باشگاه‌هایی که در آن بازی کرده‌است می‌توان به باشگاه فوتبال اس‌سی فورتونا کلن و باشگاه فوتبال آلمانیا آخن اشاره کرد.